# Оргени, Аглая
Аглая Оргени (нем. Aglaja von Orgény, настоящее имя Анна Мария Аглая Гёргер фон Санкт-Йорген, нем. Anna Maria Aglaja Görger von St. Jörgen; 17 декабря 1841, Римасомбат, Австро-Венгрия, ныне Римавска-Собота, Словакия — 15 марта 1926, Вена) — австрийская оперная певица (колоратурное сопрано) и вокальный педагог.

## Биография
Дочь Морица Людвига Франца Йозефа Гёргера фон Санкт-Йоргена (1794 или 1795—1876), австрийского землевладельца и военного, вышедшего в отставку в 1852 г. в чине фельдмаршал-лейтенанта. Училась в Мюнхене у Франца Лахнера, затем в 1863—1865 гг. в Баден-Бадене у Полины Виардо. Благодаря рекомендации своей наставницы дебютировала в 1865 г. на сцене Берлинской придворной оперы в опере Винченцо Беллини «Сомнамбула» в партии Амины. В 1866 г. пела в Лондоне и Вене. Пресса сравнивала Оргени с Дженни Линд, однако уже современные критики находили это некоторым преувеличением. В дальнейшем выступала на многих других сценах Европы, в 1873—1878 гг. солистка Баварской придворной оперы. В 1880-е гг., в основном, завершила сценическую карьеру, продолжив выступать с концертами.
В 1886—1914 гг. профессор вокала в Дрезденской консерватории. Среди её учениц — Эрика Ведекинд, Калли Монрад, Ханка Петцольд, Хедвиг Кауфман, Маргарете Зимс, Гертруда Фёрстель и другие. После 1914 года жила в Вене, продолжая преподавать частным образом.